# Hermann von Wrangel

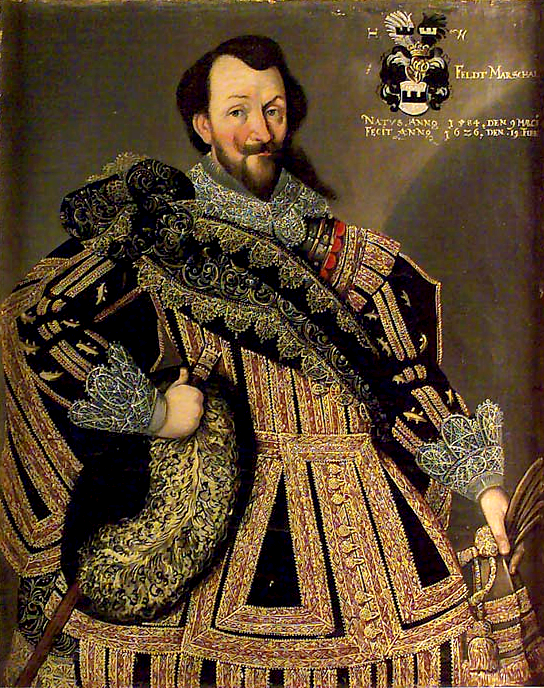
Hermann von Wrangel (1587–1643) schwedischer Feldmarschall und Generalgouverneur von Livland

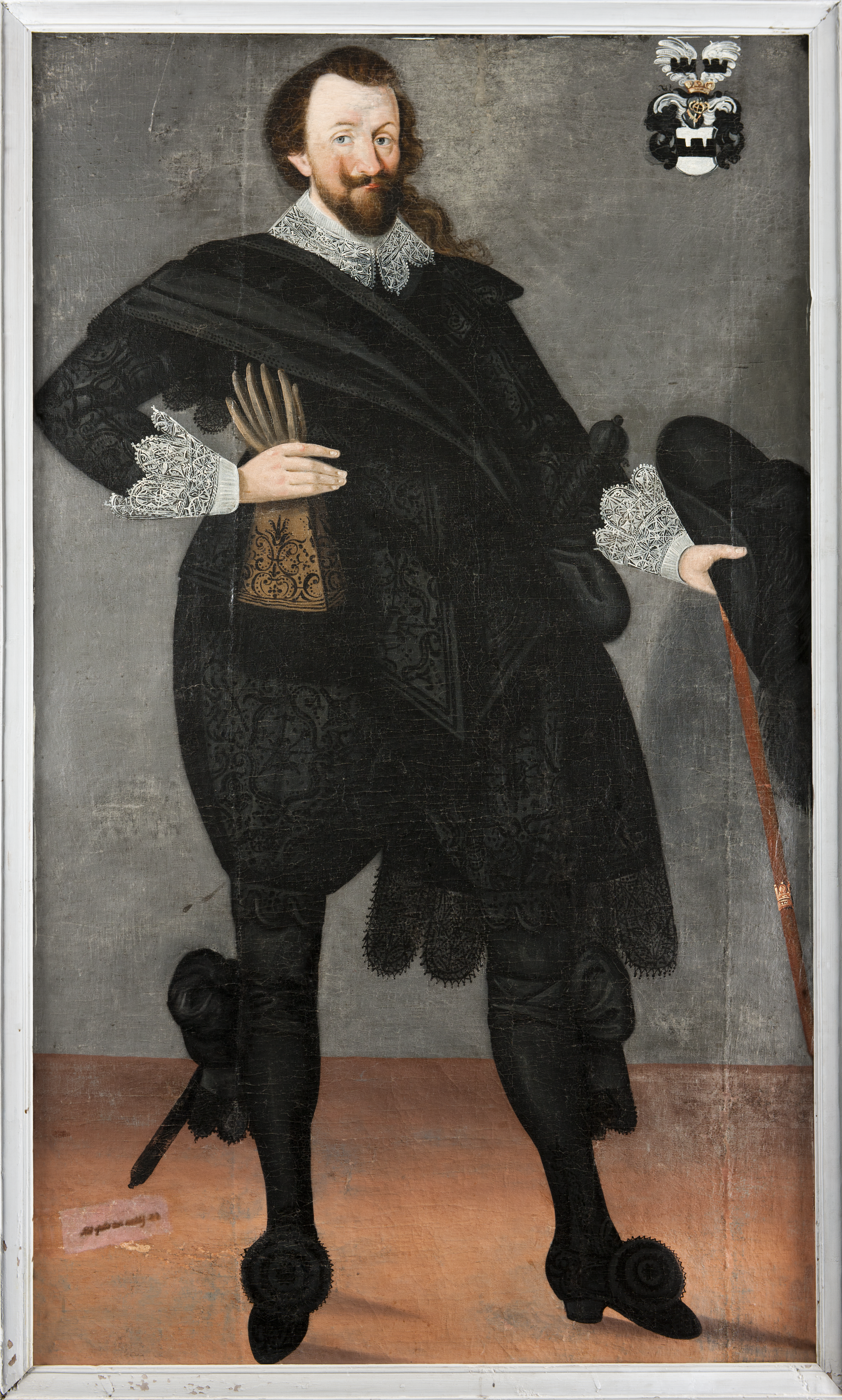
Hermann von Wrangel

Hermann von Wrangel (* 29. Juni 1587 in Estland; † 11. Dezember 1643 in Riga) war ein schwedischer Feldmarschall baltendeutscher Abstammung und Generalgouverneur von Schwedisch-Livland.

## Leben
Hermann von Wrangel stammte aus dem alten baltischen Adelsgeschlecht Wrangel. Er war der Sohn von Hans Wrangel († 1593), einem Landrat und Schwedischen Rittmeister in Estland, und seiner Frau Barbara Anrep († 1628).
Hermann von Wrangel trat schon früh in schwedische Dienste bei den Östergötland-Reitern. Er fiel auf und bekam administrative Aufgaben zugewiesen: 1612 war er Kommandant in der Festung Iwangorod, 1616 war er Kommandant in Schloss Kalmar und 1619 wurde er zum Kommandanten der Festung Älvsborg ernannt. 1621 wurde er zum Feldmarschall befördert und wurde 1623 Statthalter in Kalmar und Oberst des Småland-Regiments, 1625 wurde er Statthalter von Jönköping. Im Jahre 1627 ernannte ihn der König Gustav II. Adolf zum Gouverneur von Elbing. Die Stadt war am 14. Juli 1626 an die Schweden gefallen und ein wichtiger Nachschubhafen während des Polnisch-Schwedischen Kriegs. In Marienburg wurde er zum Oberbefehlshaber gewählt.
Im Rahmen der dieses Kriegs rückte er am 1. Februar 1629 mit einer Armee von 6.000 Mann gegen die polnische Armee unter Stanisław „Rewera“ Potocki vor, die in der  westpreußischen Kleinstadt  Strasburg im Winterquartier lag. In Westpreußen kam es am 12. Februar 1629  zur Schlacht bei Górzno (Gorzno), wo er siegte. Wrangel verfolgte die Polen bis Thorn, konnte die Stadt selber aber nicht einnehmen. 
Der Brandtaler ist ein Gedenktaler, der auf die erfolgreiche Verteidigung der Stadt Thorn (Toruń) gegen die schwedischen Belagerer geprägt wurde. Der Taler auf die Belagerung der Stadt unter General Hermann von Wrangel wurde im Jahr 1629 mit dem Bild der brennenden Stadt nach der Beschießung geprägt.
Am 13. Februar war von Wrangel wieder in Elbing. Am 26. Oktober 1629 wurde schließlich der Waffenstillstand von Altmark für sechs Jahre abgeschlossen.
1630 wurde er zum Reichsrat ernannt und 1632 zum Gouverneur von Preußen. Im September 1635 verhandelte Hermann von Wrangel einen Friedensvertrag zwischen Polen und Schweden im Vertrag von Stuhmsdorf. Der Vertrag wurde am 12. September 1635 unterzeichnet. Am 12. Januar 1636 räumten die Schweden unter Wrangel Elbing und gaben es an den Herzog von Preußen zurück. Der Feldmarschall kämpfte nun zusammen mit Johan Banér. Zwischen ihnen kam es aber immer wieder zu Auseinandersetzungen. Bereits im Juli 1637 hatte Wrangel seinen Rücktritt angeboten. Im Herbst 1637 kam es zu schweren Kämpfen in Hinterpommern. Wrangel musste sich nach Greifswald zurückziehen, sein General Vitzthum von Eckstedt konnte nicht mehr verhindern, dass kaiserliche Truppen unter General Gallas die Peene überschritten. Bei den Kämpfen wurde fast die gesamte Armee aufgerieben.
Die schwedische Regierung beorderte Wrangel am 6. April 1638 nach Schweden zurück. Sein Sohn Carl Gustav, der ihn als Oberst begleitet hatte, wurde Generalmajor und nahm seinen Platz ein. Hermann von Wrangel begab sich auf sein Schloss Skokloster, dessen heutiger Bau aber erst um 1670 von seinem Sohn errichtet wurde.

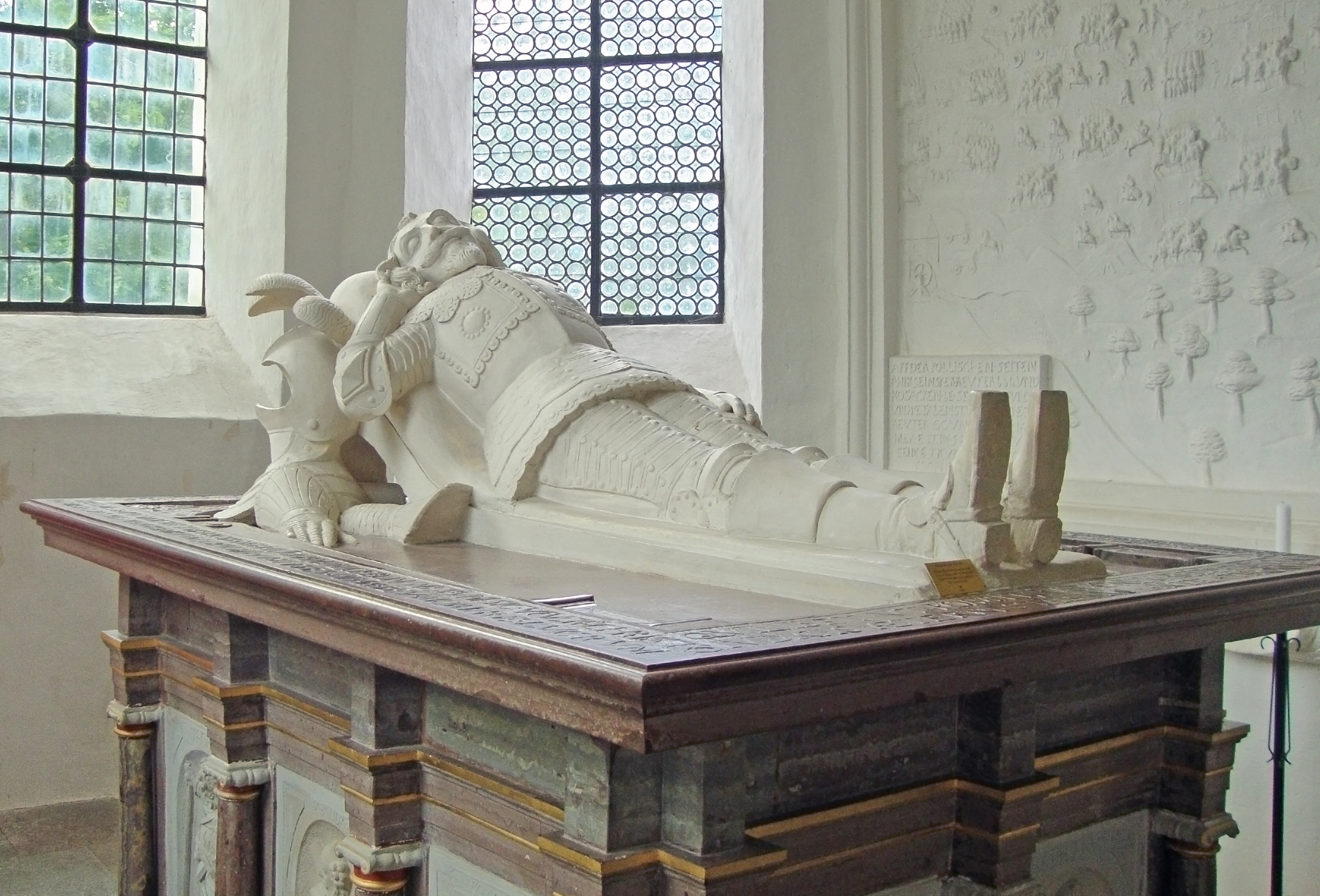
Grabmal v. Wrangel in Skokloster

Im Jahr 1643 wurde er noch zum Generalgouverneur von Schwedisch-Livland ernannt. Er zog am 3. September in Riga ein und starb noch im Dezember desselben Jahres dort und wurde in einer Grabkapelle der Kirche Skokloster bestattet. Die Grabkapelle wurde von dem Bildhauer und Stuckateur Daniel Anckermann gestaltet.

## Familie
Hermann von Wrangel war dreimal verheiratet.
Er war in erster Ehe mit Freiin Magaretha von Grip (1586–1624) verheiratet. Dar Paar heiratete am 1. Dezember 1612. Sie war die Tochter des Reichsrats Moritz Birgersson von Grip und der Gräfin Edla Leijenhufvud und mit dem schwedischen Königshaus verwandt.
- Carl Gustav (* 18. Dezember 1613; † 24. Juni 1676), schwedischer General ⚭ 1640 Anna Margareta von Haugwitz (1622–1673)
- Johann Moritz (* 16. Mai 1616; † 10. Januar 1665), schwedischer General

⚭ 28. März 1638 Anna Baat († 16. Juni 1646)
⚭ 26. Juni 1652 Catharina Leijonhufvud (* 22. Oktober 1628; † 1658)
⚭ 24. Februar 1660 Beate von Kagg (* 28. Juni 1638; †?)
In zweiter Ehe heiratete er Catharina von Gyldenstjerna (wohl 1610–1629). Sie war die Tochter von Carl Erikson von Gyldenstierna (* 1586; † 23. Oktober 1621) und Anna von Ribbing (* 1576; † 1628).
- Adolf Hermann (* 1628; † 16. Juni 1656), Oberst ⚭ Elisabeth von Rosen

Seine dritte Frau war Amalie Magdalena zu Nassau (* 2. September 1613; † 24. August 1669). Das Paar heiratete am 28. April 1636 in Stettin. Sie war die Tochter von Johann VII. von Nassau-Siegen und Margarethe von Holstein. In zweiter Ehe heiratete sie Christian August Herzog von der Pfalz-Sulzbach, mit dem sie noch fünf Kinder hatte.
- Heinrich Wilhelm (* 1638; † 20. November 1643)
- Maria Christiane (* 28. August 1638; † 17. Dezember 1691) ⚭ 1657 Kurt Christoph von Königsmarck (1634–1673)
- Johann Friedrich (* 11. Juni 1640; † 10. Mai 1662)
- Wolmar Hermann (* 1. November 1641; † 1675); Generalleutnant der Kavallerie, Hofrat ⚭ 22. Februar 1665 Christiane von Wasaborg (1644–1689)
- Heinrich Wilhelm (* 1643; † 12. November 1673), Rittmeister
- Magarethe Barbara (* 1642; † nach 1707)
- Elisabeth Dorothea (1644–?) ⚭ Otto von Scheidingen (1637–1714)

1. Gemahlin: Magaretha Freiin von Grip (1586–1624)
2. Gemahlin: Catharina von Gyldenstjerna (1610–1629)